# The Lemonheads
The Lemonheads är ett amerikanskt rockband som bäst beskrivs indierock/alternativ rock men har även klara country- och punkinfluenser. Till medlemmar genom åren hör, utöver frontmannen och sångaren Evan Dando, John Strohm, Corey Loog Brennan, Juliana Hatfield, Nic Dalton, Dave Ryan och Patrick "Murph" Murphy (Dinosaur Jr).
The Lemonheads bildades 1986 av Evan Dando och Ben Deily när de gick på high school på Commonwealth School i Boston, Massachusetts, USA. Bandet blev kommersiellt framgångsrikt i början på 90-talet i och med att albumen It's a Shame about Ray och Come on feel The Lemonheads blev försäljningsuccéer. Bandet blev ett av de band som populariserade indierock i kölvattnet av grungevågen. Efter ett att ha upplösts 1997 återskapades The Lemonheads 2005 bestående av Evan Dando, Bill Stevenson och Karl Alvarez.

## Diskografi
Studioalbum
- 1987 – Hate Your Friends
- 1988 – Creator
- 1988 – Lick
- 1990 – Lovey
- 1992 – It's a Shame About Ray
- 1993 – Come on Feel the Lemonheads
- 1996 – Car Button Cloth
- 2006 – The Lemonheads
- 2009 – Varshons
- 2012 – The Hotel Sessions

EP
- 1986 – Laughing All the Way to the Cleaners
- 1991 – Favorite Spanish Dishes
- 1997 – The Lemonheads

Singlar
- 1989 – "Luka" / "Strange" / "Mad"
- 1990 – "Different Drum"
- 1991 – "Gonna Get Along Without Ya Now" / "Half the Time"
- 1991 – "Hate Your Friends"
- 1992 – "Mrs. Robinson" / "Being Around"
- 1992 – "My Drug Buddy"
- 1992 – "It's a Shame About Ray"
- 1992 – "Confetti" / "My Drug Buddy"
- 1993 – "Into Your Arms"
- 1993 – "It's About Time"
- 1993 – "Life on Mars" / "Confetti" (The Flamin' Lips / The Lemonheads)
- 1993 – "Style" / "Rick James Acoustic Style"
- 1993 – "The Great Big No"
- 1994 – "Big Gay Heart"
- 1996 – "The Outdoor Type"
- 1996 – "If I Could Talk I'd Tell You"
- 1996 – "It's All True"
- 1997 – "Balancing Act" / "Galveston"
- 2006 – "Become the Enemy"
- 2009 – "I Just Can't Take It Anymore"
- 2013 – "Mallo Cup [live]"
- 2013 – "Skulls" (Misfits / The Lemonheads)

Samlingsalbum
- 1989 – Create Your Friends
- 1996 – Lemonology: The Study of Specific Songs...
- 1998 – Best of the Lemonheads: The Atlantic Years
- 2011 – Laughing All the Way to the Cleaners: The Best of The Lemonheads